# Operace Jarní probuzení

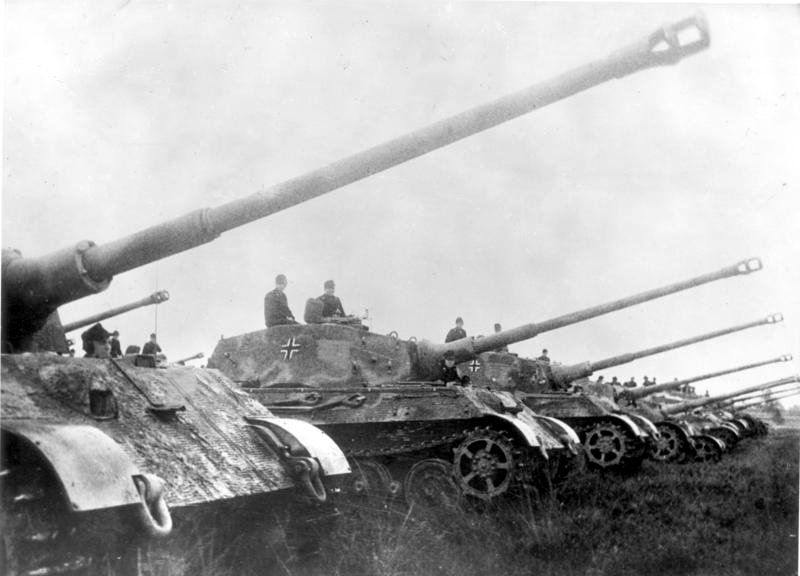
Německé tanky Tiger II
připravené k útoku

Operace Jarní probuzení (něm. Frühlingserwachen), rusky zvaná jako Balatonská operace, byla poslední velká ofenzíva Třetí říše v druhé světové válce. Byla zahájena 6. března 1945 v prostoru Balatonu a jejím cílem bylo obsazení Budapešti a dosažení ropných polí v okolí města Nagykanizsa.
K útoku byly shromážděny veškeré dostupné jednotky včetně elitních tankových divizí SS. Na počátku se Němcům podařilo postoupit asi o 20 km i přes urputný odpor početně značně silnějšího nepřítele, avšak Rudá armáda brzy nasadila zálohy a její početní a materiální převaha dosáhla pro Němce neúnosných rozměrů. Když se německý postup zpomalil pro nedostatek pohonných hmot a Sověti dostali čas zahájit zdrcující protiútok, bylo o osudu bitvy rozhodnuto. Německý postup byl zastaven za těžkých ztrát na obou stranách. Jelikož Němci je již nemohli žádným způsobem nahradit a pro zahájení ofenzívy musely být kriticky oslabeny klíčové úseky všech ostatních front, celá akce pouze urychlila definitivní zhroucení již tak kolabující německé obrany.